# Neuchâtel Xamax Football Club 2009-2010
Questa voce raccoglie le informazioni riguardanti il Neuchâtel Xamax Football Club nelle competizioni ufficiali della stagione 2009-2010.

## Stagione
Nella stagione 2009-2010 il Neuchatel Xamax, allenato da Pierre-André Schürmann e Jean-Michel Aeby, concluse il campionato di Super League all'8º posto. In Coppa Svizzera il Neuchatel Xamax fu eliminato agli ottavi di finale dallo Young Boys.

## Rosa
| N. |                                 | Ruolo | Calciatore            |
| -- | ------------------------------- | ----- | --------------------- |
| 1  | Svizzera (bandiera)             | P     | Laurent Walthert      |
| 3  | Svizzera (bandiera)             | D     | Mickaël Facchinetti   |
| 4  | Francia (bandiera)              | D     | Stéphane Besle        |
| 5  | Francia (bandiera)              | D     | Damian Tixier         |
| 6  | Gambia (bandiera)               | C     | Abdou Rahman Dampha   |
| 7  | Spagna (bandiera)               | C     | Carlos Varela         |
| 8  | Camerun (bandiera)              | C     | Gilles Augustin Binya |
| 9  | Costa d'Avorio (bandiera)       | A     | Gerard Gohou          |
| 10 | Albania (bandiera)              | A     | Shkëlzen Gashi        |
| 11 | Bosnia ed Erzegovina (bandiera) | A     | Admir Aganović        |
| 12 | Svizzera (bandiera)             | D     | Selver Hodžić         |
| 13 | Senegal (bandiera)              | C     | Ibrahima Niasse       |
| 14 | Svizzera (bandiera)             | C     | Raphaël Nuzzolo       |
| 15 | Bahrein (bandiera)              | C     | Abdullah Omar         |

| N. |                     | Ruolo | Calciatore          |
| -- | ------------------- | ----- | ------------------- |
| 16 | Bahrein (bandiera)  | C     | Abdulla Baba Fatadi |
| 17 | Guinea (bandiera)   | C     | Thierno Bah         |
| 18 | Svizzera (bandiera) | P     | Guillaume Faivre    |
| 21 | Francia (bandiera)  | D     | William Edjenguélé  |
| 22 | Svizzera (bandiera) | C     | Sébastien Wüthrich  |
| 23 | Svizzera (bandiera) | D     | Mike Gomes          |
| 24 | Svizzera (bandiera) | D     | Frédéric Page       |
| 27 | Austria (bandiera)  | A     | Sanel Kuljić        |
| 30 | Italia (bandiera)   | P     | Luca Ferro          |
| 31 | Svizzera (bandiera) | C     | Max Veloso          |
| 33 | Svizzera (bandiera) | D     | Bastien Geiger      |
| 34 | Camerun (bandiera)  | A     | Franck Etoundi      |
| 35 | Camerun (bandiera)  | C     | Freddy Mveng        |
|    | Togo (bandiera)     | C     | Guy Eschmann        |

## Organigramma societario
Area tecnica
- Allenatore: Jean-Michel Aeby
- Allenatore in seconda: Radu Nunweiler
- Preparatore dei portieri: Florent Delay
- Preparatori atletici:

## Calciomercato

### Sessione estiva
| Acquisti | Acquisti              | Acquisti           | Acquisti |
| R.       | Nome                  | da                 | Modalità |
| -------- | --------------------- | ------------------ | -------- |
| C        | Gilles Augustin Binya | Benfica            |          |
| A        | Admir Aganović        | Dender             |          |
| C        | Carlos Varela         | Young Boys         |          |
| C        | Guy Eschmann          | Neuchâtel Xamax II |          |
| C        | Abdulla Baba Fatadi   | Al-Kharitiyath     |          |
| A        | Mario Gavranović      | Yverdon            |          |
| C        | Andrejs Kostjuks      | Olimps Rīga        |          |
| C        | Abdullah Omar         | Al-Muharraq        |          |
| D        | Frédéric Page         | Aarau              |          |
| D        | Damian Tixier         | Le Havre           |          |

| Cessioni | Cessioni            | Cessioni             | Cessioni |
| R.       | Nome                | a                    | Modalità |
| -------- | ------------------- | -------------------- | -------- |
| C        | Richmond Rak        | Le Mont              |          |
| C        | Rodrigo Tosi        | Losanna              |          |
| D        | Hussein Sulaimani   | Al-Nassr             |          |
| C        | Chahir Belghazouani | Tours                |          |
| C        | Tariq Chihab        | Sion                 |          |
| A        | Michaël Daoud       | Ethnikos Achnas      |          |
| D        | Iván Furios         | Instituto de Córdoba |          |
| C        | Stéphane Garcia     | Le Mont              |          |
| A        | Mickaël Niçoise     | Ethnikos Achnas      |          |
| C        | Johnny Szlykowicz   | Losanna              |          |
| A        | Niklas Tarvajärvi   | Karlsruhe            |          |

### Sessione invernale
| Acquisti | Acquisti       | Acquisti        | Acquisti |
| R.       | Nome           | da              | Modalità |
| -------- | -------------- | --------------- | -------- |
| A        | Gerard Gohou   | Hassania Agadir |          |
| A        | Shkëlzen Gashi | Bellinzona      |          |
| A        | Sanel Kuljić   | Wr. Neustädter  |          |

| Cessioni | Cessioni         | Cessioni    | Cessioni |
| R.       | Nome             | a           | Modalità |
| -------- | ---------------- | ----------- | -------- |
| A        | Mario Gavranović | Schalke 04  |          |
| A        | Brown Ideye      | Sochaux     |          |
| C        | Andrejs Kostjuks | Olimps Rīga |          |
| C        | Maxime Vuille    | Bienne      |          |

## Risultati

### Super League

#### Prima fase, girone di andata
| Arbitro: | Laperrière |

|                |           |                |
| Ciarrocchi 18’ | Marcatori | 56’ Gavranović |

| Arbitro: | Zimmermann |

|                                   |           |  |
| Nuzzolo 30’ Ideye 47’ (rig.), 64’ | Marcatori |  |

| Arbitro: | Busacca |

|           |           |                |
| Jagne 67’ | Marcatori | 14’ Gavranović |

| Arbitro: | Studer |

|           |           |                                |
| Ideye 49’ | Marcatori | 21’ (rig.), 23’ Mpenza 56’ Dié |

| Arbitro: | Hänni |

|                        |           |                |
| Ferreira 15’ Yakın 65’ | Marcatori | 19’ Gavranović |

| Arbitro: | Bieri |

|  |           |                                            |
|  | Marcatori | 49’, 62’ Ideye 51’ Gavranović 85’ Aganović |

| Arbitro: | Kever |

|                                  |           |                              |
| Varela 57’ (rig.) Gavranović 68’ | Marcatori | 65’ Streller 89’ (rig.) Frei |

| Arbitro: | Zimmermann |

|            |           |                                           |
| Salatic 8’ | Marcatori | 45’, 55’ (rig.) Ideye 57’ (rig.) Wüthrich |

| Arbitro: | Laperrière |

|                               |           |  |
| Gavranović 31’ Ideye 76’, 88’ | Marcatori |  |

#### Prima fase, girone di ritorno
| Arbitro: | Grossen |

|                                                    |           |          |
| Aganović 17’ Nuzzolo 39’ Gavranović 65’ Niasse 90’ | Marcatori | 18’ Hima |

| Arbitro: | Hänni |

|                |           |                     |
| Vonlanthen 58’ | Marcatori | 8’ Niasse 64’ Ideye |

| Arbitro: | Bieri |

|                                             |           |                          |
| Nuzzolo 4’ Besle 64’ Binya 70’ Wüthrich 79’ | Marcatori | 59’ (rig.), 90’ Costanzo |

| Arbitro: | Wermelinger |

|           |           |  |
| Sarni 45’ | Marcatori |  |

| Arbitro: | Zimmermann |

|           |           |                  |
| Ideye 60’ | Marcatori | 78’ (aut.) Ideye |

| Arbitro: | Circhetta |

|                                            |           |                              |
| Varela 31’ (rig.) Besle 45’ Gavranović 58’ | Marcatori | 12’, 75’, 89’ (rig.) Stojkov |

| Arbitro: | Busacca |

|                                                           |           |           |
| Chipperfield 41’ Frei 58’ (rig.) Shaqiri 90’ Streller 90’ | Marcatori | 56’ Ideye |

| Arbitro: | Laperrière |

|  |           |            |
|  | Marcatori | 89’ Zárate |

| Arbitro: | Bertolini |

|               |           |  |
| Regazzoni 63’ | Marcatori |  |

#### Seconda fase, girone di andata
| Zurigo 6 febbraio 2010, ore 17:45 CET 19ª giornata | Zurigo | 0 – 0 referto | Neuchâtel Xamax | Stadio Letzigrund (7 900 spett.)\| Arbitro: \| Kever \| |
| Arbitro:                                           | Kever  |               |                 |                                                         |

| Arbitro: | Studer |

|             |           |                            |
| Nuzzolo 49’ | Marcatori | 54’ Frei 62’, 80’ Streller |

| Arbitro: | Kever |

|           |           |            |
| Mpenza 3’ | Marcatori | 56’ Dampha |

| Arbitro: | Zimmermann |

|  |           |                               |
|  | Marcatori | 10’ Lang 19’ Frei 80’ Merenda |

| Arbitro: | Laperrière |

|             |           |  |
| Nuzzolo 23’ | Marcatori |  |

| Arbitro: | Circhetta |

|                                 |           |                       |
| Sermeter 48’ Feltscher 56’, 66’ | Marcatori | 14’ Kuljić 33’ Dampha |

| Arbitro: | Hänni |

|                              |           |               |
| Varela 10’ (rig.) Fatadi 64’ | Marcatori | 57’ Sinanović |

| Arbitro: | Grossen |

|                        |           |              |
| Cabanas 4’ Khalifa 90’ | Marcatori | 90’ Wüthrich |

| Arbitro: | Circhetta |

|                |           |               |
| Edjenguélé 46’ | Marcatori | 40’, 67’ Ianu |

#### Seconda fase, girone di ritorno
| Arbitro: | Graf |

|               |           |            |
| Ianu 28’, 54’ | Marcatori | 71’ Kuljić |

| Arbitro: | Zimmermann |

|  |           |            |
|  | Marcatori | 41’ Zárate |

| Arbitro: | Studer |

|          |           |  |
| Lang 18’ | Marcatori |  |

| Arbitro: | Laperrière |

|                       |           |  |
| Nuzzolo 5’ Kuljić 54’ | Marcatori |  |

| Arbitro: | Kever |

|                                                 |           |            |
| Doumbia 12’, 16’ Regazzoni 55’ Hochstrasser 70’ | Marcatori | 35’ Geiger |

| Arbitro: | Drachta |

|                      |           |             |
| Winter 55’ Jagne 82’ | Marcatori | 56’ Nuzzolo |

| Arbitro: | Grossen |

|                                      |           |            |
| Kuljić 4’, 39’ (rig.) Gohou 27’, 43’ | Marcatori | 32’ Mpenza |

| Arbitro: | Bertolini |

|                            |           |  |
| Gelabert 56’ Frei 84’, 86’ | Marcatori |  |

| Arbitro: | Hänni |

|                                   |           |                                           |
| Nuzzolo 59’ Etoundi 73’ Gashi 84’ | Marcatori | 7’ Margairaz 42’ Schönbächler 61’ Mehmedi |

### Coppa Svizzera
| 19 settembre 2009, ore 16:00 CEST Primo turno | FC La Combe | 0 – 8 | Neuchâtel Xamax |  |

| 17 ottobre 2009, ore 18:00 CEST Secondo turno | Serrières | 1 – 2 | Neuchâtel Xamax |  |

| 22 novembre 2009, ore 14:30 CET Ottavi di finale | Neuchâtel Xamax | 0 – 1 | Young Boys |  |

## Statistiche

### Statistiche di squadra
| Competizione   | Punti | In casa | In casa | In casa | In casa | In casa | In casa | In trasferta | In trasferta | In trasferta | In trasferta | In trasferta | In trasferta | Totale | Totale | Totale | Totale | Totale | Totale | DR |
| Competizione   | Punti | G       | V       | N       | P       | Gf      | Gs      | G            | V            | N            | P            | Gf           | Gs           | G      | V      | N      | P      | Gf     | Gs     | DR |
| -------------- | ----- | ------- | ------- | ------- | ------- | ------- | ------- | ------------ | ------------ | ------------ | ------------ | ------------ | ------------ | ------ | ------ | ------ | ------ | ------ | ------ | -- |
| Super League   | 41    | 18      | 8       | 4       | 6       | 35      | 27      | 18           | 3            | 4            | 11           | 20           | 30           | 36     | 11     | 8      | 17     | 55     | 57     | -2 |
| Coppa Svizzera | -     | 1       | 0       | 0       | 1       | 0       | 1       | 2            | 2            | 0            | 0            | 10           | 1            | 3      | 2      | 0      | 1      | 10     | 2      | +8 |
| Totale         | 41    | 19      | 8       | 4       | 7       | 35      | 28      | 20           | 5            | 4            | 11           | 30           | 31           | 39     | 13     | 8      | 18     | 65     | 59     | +6 |

### Andamento in campionato
| Giornata  | 1 | 2 | 3 | 4 | 5 | 6 | 7 | 8 | 9 | 10 | 11 | 12 | 13 | 14 | 15 | 16 | 17 | 18 | 19 | 20 | 21 | 22 | 23 | 24 | 25 | 26 | 27 | 28 | 29 | 30 | 31 | 32 | 33 | 34 | 35 | 36 |
| --------- | - | - | - | - | - | - | - | - | - | -- | -- | -- | -- | -- | -- | -- | -- | -- | -- | -- | -- | -- | -- | -- | -- | -- | -- | -- | -- | -- | -- | -- | -- | -- | -- | -- |
| Luogo     | T | C | T | C | T | T | C | T | C | C  | T  | C  | T  | C  | C  | T  | C  | T  | T  | C  | T  | C  | C  | T  | C  | T  | C  | T  | C  | T  | C  | T  | T  | C  | T  | C  |
| Risultato | N | V | N | P | P | V | N | V | V | V  | V  | V  | P  | N  | N  | P  | P  | P  | N  | P  | N  | P  | V  | P  | V  | P  | P  | P  | P  | P  | V  | P  | P  | V  | P  | N  |
| Posizione | 5 | 1 | 4 | 6 | 7 | 4 | 5 | 3 | 3 | 2  | 2  | 2  | 2  | 2  | 3  | 3  | 3  | 4  | 4  | 6  | 6  | 6  | 6  | 7  | 6  | 8  | 8  | 8  | 8  | 8  | 8  | 8  | 8  | 8  | 8  | 8  |

Legenda:

Luogo: C = Casa; T = Trasferta. Risultato: V = Vittoria; N = Pareggio; P = Sconfitta.

### Statistiche dei giocatori
| A. Aganović    | 20 | 2  | 1  | 0 |
| T. Bah         | 32 | 0  | 7  | 1 |
| S. Besle       | 31 | 2  | 10 | 2 |
| G. Binya       | 19 | 1  | 8  | 0 |
| A. Dampha      | 12 | 2  | 4  | 0 |
| W. Edjenguélé  | 15 | 1  | 3  | 0 |
| G. Eschmann    | 0  | 0  | 0  | 0 |
| F. Etoundi     | 4  | 1  | 0  | 0 |
| M. Facchinetti | 3  | 0  | 0  | 0 |
| G. Faivre      | 6  | 0  | 0  | 0 |
| A. Fatadi      | 17 | 1  | 1  | 0 |
| L. Ferro       | 31 | 0  | 3  | 0 |
| S. Gashi       | 12 | 1  | 2  | 0 |
| M. Gavranović  | 17 | 8  | 3  | 1 |
| B. Geiger      | 7  | 1  | 1  | 0 |
| G. Gohou       | 11 | 2  | 0  | 0 |
| M. Gomes       | 4  | 0  | 0  | 1 |
| S. Hodžić      | 15 | 0  | 2  | 0 |
| B. Ideye       | 17 | 12 | 3  | 1 |
| S. Kuljić      | 17 | 5  | 1  | 0 |
| F. Mveng       | 6  | 0  | 0  | 0 |
| I. Niasse      | 12 | 2  | 1  | 1 |
| R. Nuzzolo     | 34 | 8  | 8  | 0 |
| A. Omar        | 33 | 0  | 3  | 0 |
| F. Page        | 34 | 0  | 5  | 0 |
| J. Rossi       | 5  | 0  | 0  | 0 |
| I. Taljević    | 5  | 0  | 0  | 0 |
| D. Tixier      | 19 | 0  | 2  | 2 |
| C. Varela      | 26 | 3  | 10 | 1 |
| M. Veloso      | 0  | 0  | 0  | 0 |
| L. Walthert    | 0  | 0  | 0  | 0 |
| S. Wüthrich    | 29 | 3  | 3  | 0 |